# Анри Коше
Анри Коше (на френски: Henri Cochet) е френски тенисист.

## Биография
Анри Коше е роден на 14 декември 1901 г. във Вильорбан, Франция, в семейството на Гюстав Коше и Антоанета Гайлетон. Баща му е пазач в тенис клуб „Лионез“, там Анри е момче, което подава топки и по този начин има шанс да тренира безплатно. Започва да играе на осемгодишна възраст заедно със сестра си. Президентът на клуба и собственик на фабрика за коприна Жорж Козон, забелязва таланта на Анри и предлага доброволно да го тренира.
Анри Коше се жени за Жермен Дестийо на 16 април 1926 г. Той я научава да играе тенис и по-късно участват заедно в малки турнири.
Анри Коше почива през 1987 г. в Париж на 85-годишна възраст.

## Кариера
Анри Коше е играч номер 1 в световната ранглиста и член на известните „Четиримата мускетари“ от Франция, тенисисти които доминират в тениса в края на 1920-те и началото на 1930-те години.
Анри Коше печели общо 22 големи турнира, включително седем турнира от Големия шлем на сингъл, пет на двойки и три на смесени двойки. Печели ILTF мейджър три пъти на сингъла, два на двойки и един на смесени двойки. През кариерата си печели титли на сингъл и на двойки на три различни настилки: клей, трева и паркет. Той е класиран като световен играч номер 1 в продължение на четири последователни години от 1928 до 1931 г. от А. Уолис Майърс. 
Анри Коше става професионалист през 1933 г., след неубедителна професионална кариера, той отново става аматьор през 1945 г. след края на Втората световна война.
Четиримата мускетари са въведени едновременно в Международната зала на славата на тениса в Нюпорт, Роуд Айлънд през 1976 г.

## Кариерна статистика

#### Титли на сингъл отГолям шлем(7)
| година | турнир      | съперник           | резултат                          |
| ------ | ----------- | ------------------ | --------------------------------- |
| 1926   | Ролан Гарос | Рене Лакост        | 6 – 2, 6 – 4, 6 – 3               |
| 1927   | Уимбълдън   | Жан Боротра        | 4 – 6, 4 – 6, 6 – 3, 6 – 4, 7 – 5 |
| 1928   | Ролан Гарос | Рене Лакост        | 5 – 7, 6 – 3, 6 – 1, 6 – 3        |
| 1928   | ОП САЩ      | Франк Хънтър       | 4 – 6, 6 – 4, 3 – 6, 7 – 5, 6 – 3 |
| 1929   | Уимбълдън   | Жан Боротра        | 6 – 4, 6 – 3, 6 – 4               |
| 1930   | Ролан Гарос | Бил Тилдън         | 3 – 6, 8 – 6, 6 – 3, 6 – 1        |
| 1932   | Ролан Гарос | Джорджо де Стефани | 6 – 0, 6 – 4, 4 – 6, 6 – 3        |

#### Финали на сингъл отГолям шлем(3)
| година | турнир      | съперник      | резултат                   |
| ------ | ----------- | ------------- | -------------------------- |
| 1928   | Уимбълдън   | Рене Лакост   | 1 – 6, 6 – 4, 4 – 6, 2 – 6 |
| 1932   | ОП САЩ      | Елсуърт Вайнс | 4 – 6, 4 – 6, 4 – 6        |
| 1933   | Ролан Гарос | Джак Крофърд  | 6 – 8, 1 – 6, 3 – 6        |

#### Титли на двойки в турнири от Големия шлем (5)
| година | турнир      | партньор    | съперник                     | резултат                          |
| ------ | ----------- | ----------- | ---------------------------- | --------------------------------- |
| 1926   | Уимбълдън   | Жак Брюньон | Хауърд Кинси Винсент Ричардс | 7 – 5, 4 – 6, 6 – 3, 6 – 2        |
| 1927   | Ролан Гарос | Жак Брюньон | Жан Боротра Рене Лакост      | 2 – 6, 6 – 2, 6 – 0, 1 – 6, 6 – 4 |
| 1928   | Уимбълдън   | Жак Брюньон | Джон Хоукс Джералд Патерсън  | 13 – 11, 6 – 4, 6 – 4             |
| 1930   | Ролан Гарос | Жак Брюньон | Хари Хопман Джеймс Уилард    | 6 – 3, 9 – 7, 6 – 3               |
| 1932   | Ролан Гарос | Жак Брюньон | Кристиан Бусус Марсел Бернар | 6 – 4, 3 – 6, 7 – 5, 6 – 3        |

#### Финали на двойки в турнири от Големия шлем (6)
| година | турнир      | партньор         | съперник                     | резултат                            |
| ------ | ----------- | ---------------- | ---------------------------- | ----------------------------------- |
| 1925   | Ролан Гарос | Жак Брюньон      | Жан Боротра Рене Лакост      | 5 – 7, 6 – 4, 3 – 6, 6 – 2, 3 – 6   |
| 1926   | Ролан Гарос | Жак Брюньон      | Хауърд Кинси Винсент Ричардс | 4 – 6, 1 – 6, 6 – 4, 4 – 6          |
| 1927   | Уимбълдън   | Жак Брюньон      | Франк Хънтър Бил Тилдън      | 6 – 1, 6 – 4, 6 – 8, 3 – 6, 4 – 6   |
| 1928   | Ролан Гарос | Рене дьо Бузелет | Жан Боротра Жак Брюньон      | 4 – 6, 6 – 3, 2 – 6, 6 – 3, 4 – 6   |
| 1929   | Ролан Гарос | Жак Брюньон      | Жан Боротра Рене Лакост      | 3 – 6, 6 – 3, 3 – 6, 6 – 3, 6 – 8   |
| 1931   | Уимбълдън   | Жак Брюньон      | Джордж Лот Джон Ван Рин      | 2 – 6, 8 – 10, 11 – 9, 6 – 3, 3 – 6 |

#### Титли на смесени двойки в турнири от Големия шлем (3)
| година | турнир      | партньор     | съперник                          | резултат            |
| ------ | ----------- | ------------ | --------------------------------- | ------------------- |
| 1927   | ОП САЩ      | Айлийн Бенет | Хейзъл Хочкис Уайтман Рене Лакост | 6 – 2, 0 – 6, 6 – 3 |
| 1928   | Ролан Гарос | Айлийн Бенет | Хелън Уилс Франк Хънтър           | 3 – 6, 6 – 3, 6 – 3 |
| 1929   | Ролан Гарос | Айлийн Бенет | Хелън Уилс Франк Хънтър           | 6 – 3, 6 – 2        |

#### Финали на смесени двойки в турнири от Големия шлем (2)
| година | турнир      | партньор                | съперник                  | резултат     |
| ------ | ----------- | ----------------------- | ------------------------- | ------------ |
| 1925   | Ролан Гарос | Жули Власто             | Сюзан Ланглан Жак Брюньон | 2 – 6, 2 – 6 |
| 1930   | Ролан Гарос | Айлийн Бенет Уитингстоу | Сили Осем Бил Тилдън      | 4 – 6, 4 – 6 |